# Friedhelm Krummacher
Friedhelm Krummacher, född 22 januari 1936 i Berlin, är en tysk musikolog och professor.

## Biografi
Efter avlagd musiklärarexamen som privatist 1957 studerade Krummacher musikvetenskap, filosofi och germanistik i Berlin, Marburg och Uppsala och disputerade 1965 på avhandlingen Die Überlieferung der Choralbearbeitungen in der frühen evangelischen Kantate. Mellan 1965 och 1972 var han verksam som assistent till Martin Ruhnke i Erlangen där han meriterade sig genom habilitation genom att undersöka Mendelssohns kammarmusik. Han stannade där till 1975 som privatdocent tills han 1976 efter att ha varit lärare vid musikhögskolan i Detmold blev utsedd till ordinarie professor vid Kiels universitet. År 1983 initierade han och ledde arbetet med "Johannes-Brahms-Gesamtausgabe". Han är också medarbetare i samlingsutgåvorna av Mendelssohns och Buxtehudes verk. Mellan 1992 och 1994 var han dekan vid den filosofiska fakulteten vid Humboldt-Universität zu Berlin och 2001 gick han i pension.
Krummachers arbeten sträcker sig över musikhistorien från renässansen till vår tid. Tonvikten ligger på kyrko- och orgelmusik från 1500-talet till 1700-talet, musikteori och musikestetik, stråkkvartettens historia mellan 1700 och 1900-talet och tonsättare som Johann Sebastian Bach, Felix Mendelssohn Bartholdy, Johannes Brahms, Gustav Mahler och Max Reger.

## Utmärkelser, ledamotskap och priser
- Ledamot av Kungliga Musikaliska Akademien (LMA, 1996)
- Ledamot av Vetenskapssocieteten i Lund (LVSL, 1975)[4]
- Ledamot av Joachim-Jungius-Gesellschaft für Wissenschaften i Hamburg
- Ledamot av Det Norske Videnskaps-Akademi
- Hedersmedlem vid Humboldt-Universität zu Berlin (1995)
- Hedersdoktor vid Uppsala universitet (2003)

### Fotnoter
1. ↑  Bibliothèque nationale de France, BnF Catalogue général : öppen dataplattform, id-nummer i Frankrikes nationalbiblioteks katalog: 121355929, läst: 31 december 2019.[källa från Wikidata]
2. ↑  Gemeinsame Normdatei, läst: 31 mars 2015.[källa från Wikidata]
3. ↑  Brahms, Johannes, 1833-1897 (1996-) (på tyska). Neue Ausgabe sämtlicher Werke. München: Henle. Libris 2228571
4. ↑  https://journals.lub.lu.se/vsl/issue/view/3031/621 Vetenskapssocieteten i Lund Årsbok 2018

### Webbkällor
- Christian Berger. ”Krummacher, Friedhelm” (på engelska). Grove Music Online. Oxford Music Online. https://www.oxfordmusiconline.com/grovemusic/view/10.1093/gmo/9781561592630.001.0001/omo-9781561592630-e-0000047798. Läst 23 november 2011.

Den här artikeln är helt eller delvis baserad på material från tyskspråkiga Wikipedia.